# Месила (Њу Мексико)
Месила (енгл. Mesilla) град је у америчкој савезној држави Њу Мексико.

## Демографија
По попису из 2010. године број становника је 2.196, што је 16 (0,7%) становника више него 2000. године.
| Група             | 2000.         | 2010.         |
| Белци             | 991 (45,5%)   | 1.056 (48,1%) |
| Афроамериканци    | 5 (0,2%)      | 13 (0,6%)     |
| Азијати           | 5 (0,2%)      | 14 (0,6%)     |
| Хиспаноамериканци | 1.138 (52,2%) | 1.058 (48,2%) |
| Укупно            | 2.180         | 2.196         |